# Hillman (Minnesota)
Hillman – miasto w Stanach Zjednoczonych, w stanie Minnesota, w hrabstwie Morrison.